# Битка при дюните
Битката при дюните е последното значимо сражение в хода на Френско-испанската война (1635 – 1659). Тя се състои на 14 юни 1658 г. между 14-хилядна френска армия, в която има английски части, под командата на маршал дьо Тюрен, и също толкова голяма испанска войска, начело с незаконния син на испанския крал Фелипе IV – дон Хуан Хосе и френския херцог Дьо Конде, който временно е преминал на испанска служба.

## Предистория
През 1657 г. Англия и Франция сключват съюз против Испания, като си поставят за главна цел да превземат пристанището Дюнкерк. Оттам испански корсари безпокоят английските брегове и разстройват търговията в Ла Манш, което мотивира Оливър Кромуел да атакува крепостта, а френският пръв министър Мазарини иска с този удар окончателно да срази Испания и да я принуди към мир.

## Ход на битката
Обсадата на Дюнкерк започва през май 1658 г. по суша и море. Обсадните войски включват 26 000 души. От Ипр тръгва 14-хилядна спасителна армия, която се надява да изненада обсадителите. Вместо това обаче тя е забелязана от френските разузнавачи и Тюрен навреме е предупреден. С около половината от силите си той открива испанците (между които 3000 английски роялисти, начело с херцога на Йорк, по-късно Джеймс II) на североизток от града сред огромни дюни и решава да се възползва от благоприятните обстоятелства. На 14 юни сутринта Тюрен вече е построил линиите си, в които има 9000 конници и силна английска част на лявото крило. По време на отлива той се приближава до изненаданите испанци, но бавно, поради трудния терен. Испанската армия също е готова за битка, но нейните командващи осъзнават, че няма да могат да използват пълноценно кавалерията си заради меката земя и тъй като близо до брега тя би попаднала под обстрела на английските кораби. Освен това те толкова са бързали да стигнат до Дюнкерк, че неблагоразумно изоставят артилерията си на един ден път назад. При това положение за Тюрен става лесно да спечели решителна победа.
Сражението започва с испанска атака по десния фланг, посрещната яростно от англичаните на сър Уилям Локхарт, които издържат благодарение на помощта от френската конница и намесата на корабните оръдия. Натискът на французите в центъра води до известно разкъсване на испанските редици и Тюрен вижда възможност да обгради центъра и лявото испанско крило. В този момент Конде, начело на испанската кавалерия, вихрено атакува френския десен фланг, но не успява да го пробие. Едва тогава испанците се принуждават да отстъпят, оставяйки 2000 ранени и убити и 4000 пленници, предимно от десния си фланг.

## Последици
Френската армия дава над 4300 убити и ранени, двойно повече от испанците. Малко след това Дюнкерк капитулира, а Тюрен с освободени сили навлиза в Испанска Нидерландия, превземайки Ипр и заплашвайки пряко сърцето на областта – Брюксел и Гент. Дюнкерк остава в английски ръце докато не е продаден на Франция през 1662, а Испания се принуждава да се признае за победена, приемайки Пиренейския мирен договор на 7 ноември 1659 г.